# Futbol a Macedònia del Nord

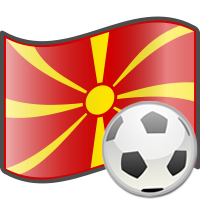

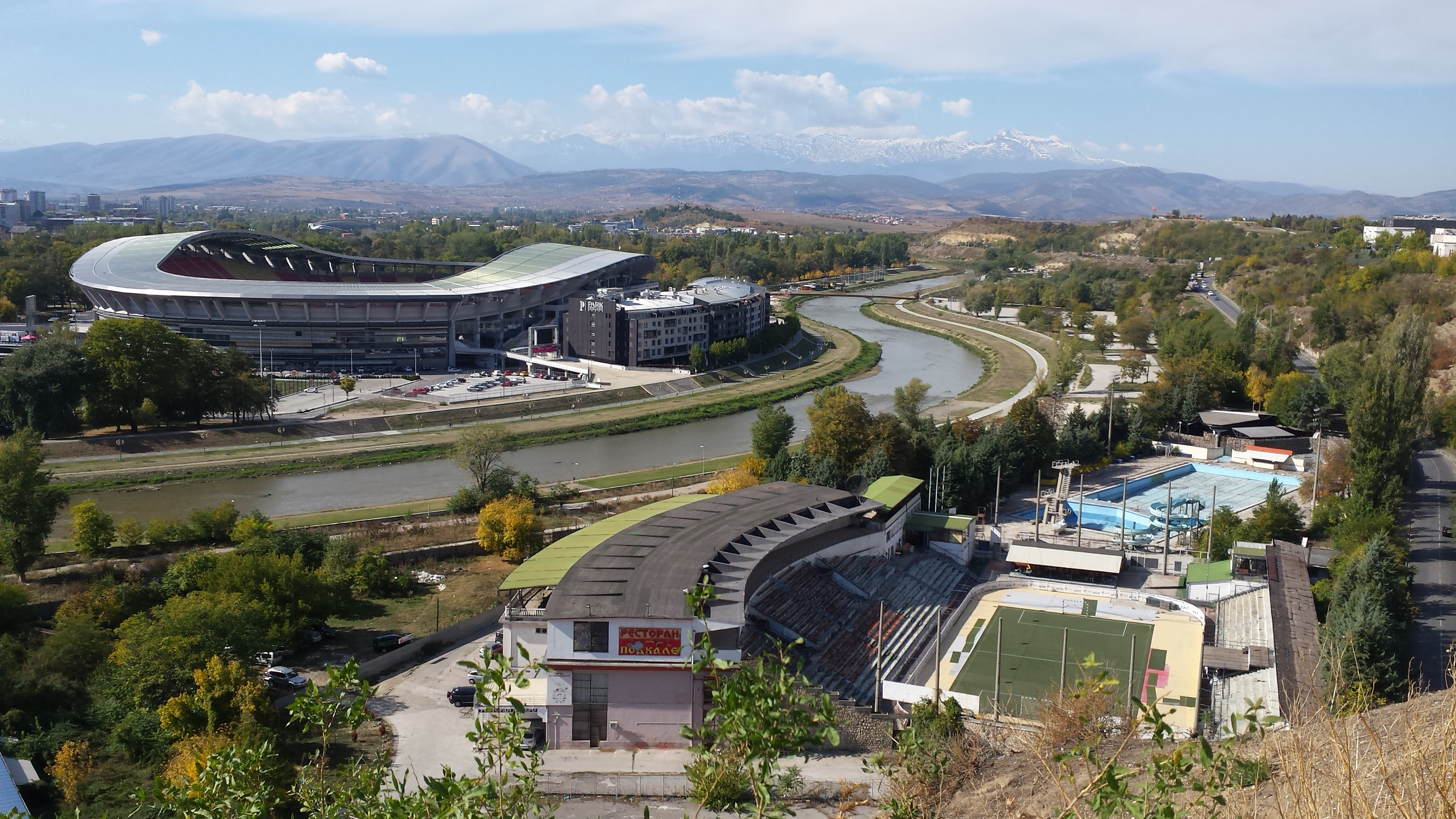
Estadi Filip II a Skopje.

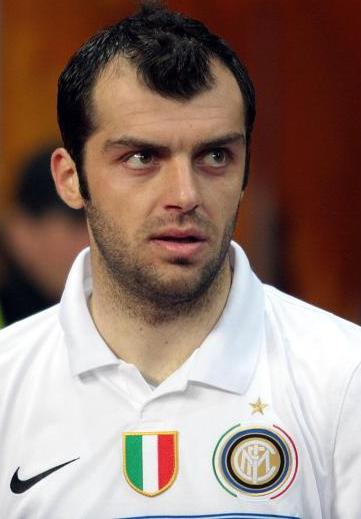
Goran Pandev destacat futbolista.

El futbol és l'esport més popular a Macedònia del Nord.

## Història
El primer partit es jugà a Skopje el 20 d'abril de 1919 entre una selecció de l'exèrcit britànic i l'entitat Napredok.
El primer club de futbol de Macedònia del Nord (integrada dins de Sèrbia) fou el FK Makedonija, fundat el 1911 a la capital Skopje. Després de la Primera Guerra Mundial, Macedònia del Nord s'integra a Iugoslàvia i neixen nous club entre els quals destacaren: Šar Tetovo (1919, actual FK Ljuboten Tetovo), FK Balkan-Streda Skopje (1921), OSK Ohrid (1921), FK Belasica Strumica (1922), FK Osogovo Kočani (1924), FK Tikveš Kavadarci (1926), FK Bregalnica Štip (1926), Borec Titov Veles (1926), Sloga Skopje (1927), FK Napredak Kičevo (1928) i H.A.S.K. (1932). Després de la Segona Guerra Mundial el club més destacat del país fou el FK Vardar Skopje, fundat el 1947. A la dècada dels 90, Iugoslàvia es desintegra i Macedònia del Nord esdevé nació independent, creant la seva federació independent, selecció nacional i competicions domèstiques.

## Competicions
- Lliga macedònia de futbol
- Copa macedònia de futbol

## Principals clubs
| - FK Vardar Skopje (Skopje) - FK Sloga Jugomagnat (Skopje) - FK Rabotnički Kometal (Skopje) - FK Makedonija Ğorče Petrov (Skopje) | - FK Sileks Kratovo (Kratovo) - FK Pobeda Prílep (Prílep) - FK Pelister Bitola (Bitola) - FK Shkendija 79 (Tètovo) |

## Jugadors destacats
Fonts:
Des de 1940
- Kiril Simonovski

Des de 1950
- Blagoje Vidinić

Des de 1960
- Andon Dončevski
- Sokrat Mojsov
- Metodije Spasovski

Des de 1970
- Kiril Dojčinovski
- Dragan Mutibarić
- Blagoje Istatov

Des de 1980
- Vasil Ringov
- Vujadin Stanojković

Des de 1990
- Ilija Najdoski
- Darko Pančev
- Mitko Stojkovski

Des de 2000
- Goran Pandev

## Principals estadis
| - Estadi Filip II (Skopje) - Estadi Biljanini Izvori (Ohrid) | - Estadi Gradski Tetovo-I Qytetit (Tètovo) - Estadi Goce Delčev (Prílep) |